# Andromeda III
Andromeda III (również And III, PCG 2121) – karłowata galaktyka sferoidalna w konstelacji Andromedy. Należy do Grupy Lokalnej i jest satelitą Galaktyki Andromedy.
And III odkrył wraz z And I, And II i And IV Sidney van den Bergh na zdjęciach wykonanych przy użyciu 48-calowego teleskopu Schmidta w 1970 i 1971.
Andromeda III jest położona ponad 4° na południe i 1° na wschód od centrum Galaktyki Andromedy, co odpowiada odległości około 245 tys. lat świetlnych.